# Gustav Ernesaks (haltérophilie)
Cet article concerne un haltérophile estonien. Pour le compositeur et chef de chœur estonien, voir Gustav Ernesaks.
Gustav Ernesaks, né le 2 août 1896 à Kiviloo et mort le 2 septembre 1932 à Sydney, est un haltérophile estonien.
Il est médaillé de bronze des poids plumes aux Championnats du monde 1922 à Tallinn, puis sixième de la catégorie des poids plumes aux Jeux olympiques d'été de 1924 à Paris.